# Терборх, Гезина
Гезина Терборх (нидерл. Gesina ter Borch; 15 ноября 1631, Девентер (?) — 16 апреля 1690, Зволле) — художница Золотого века голландской живописи, чьё творчество в основном составляют альбомные акварели, воспроизводящие жанровые сцены.

## Биография
Гезина Терборх стала первым ребёнком в третьем браке Герарда Терборха Старшего — сборщика налогов, с юных лет увлекавшегося живописью. Именно отец и обучил дочь рисованию. Её единокровный брат Герард Терборх Младший стал знаменитым художником и изобразил Гезину на многих своих картинах. Всю свою жизнь художница прожила в Зволле, так и не выйдя замуж. В 1660 году Терборх подружилась с Хенриком Йордисом, купцом и поэтом-любителем и, по всей вероятности, была в него влюблена. Однако после 1662 года никаких свидетельств их дружбы не обнаружено. В 1690 году художница умерла, и её произведения долго оставались неизвестны широкой публике.

## Творческое наследие

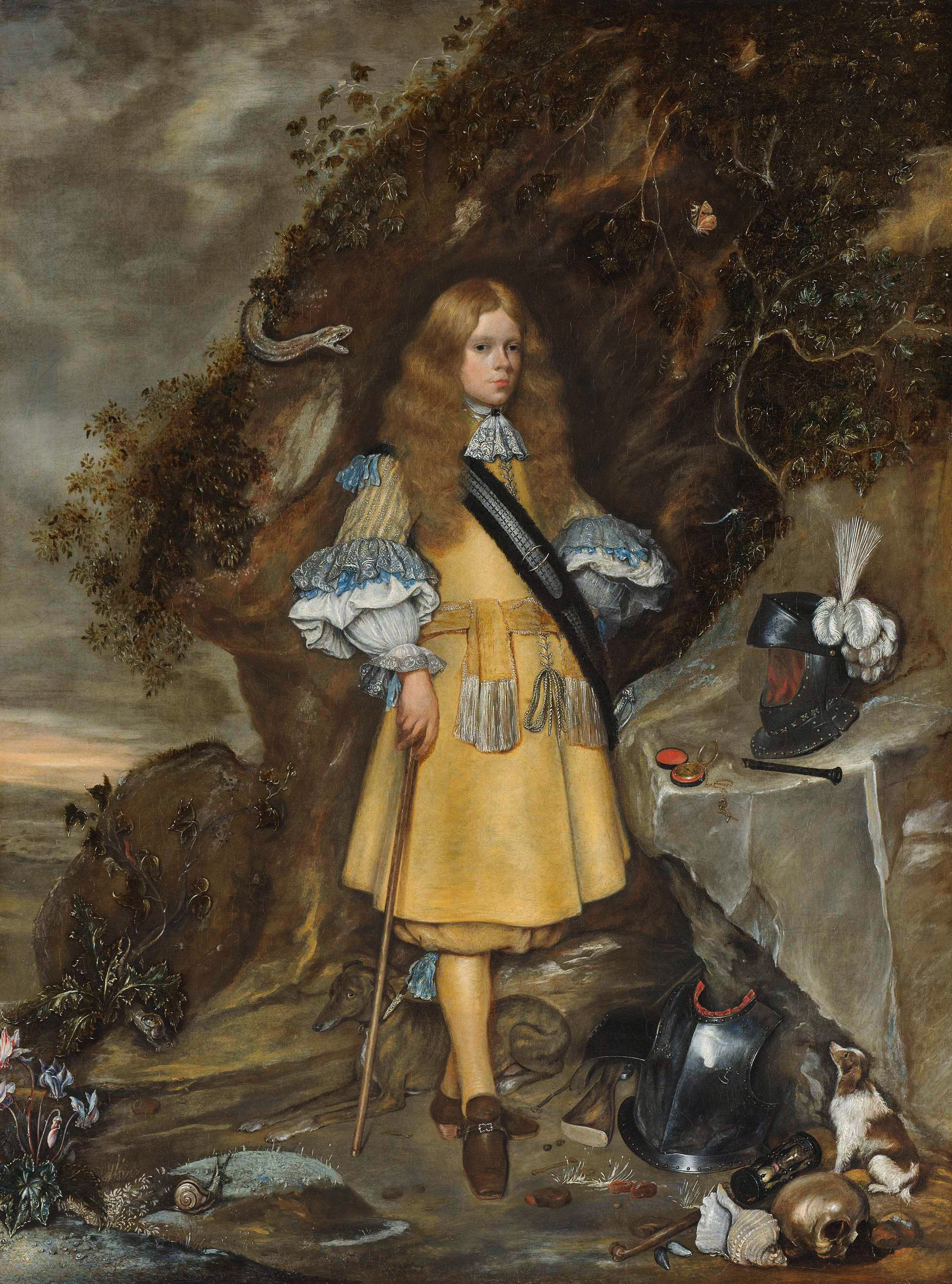
Посмертный портрет младшего брата Мозеса, погибшего во время Второй англо-голландской войны

Несмотря на талант к рисованию, Гезина не стала профессиональной художницей — её работы были известны только узкому кругу родственников и знакомых. Помимо занятий живописью она также писала стихи, играла на музыкальных инструментах и достигла успехов в каллиграфии.
Гезина знаменита только одной картиной: посмертным портретом её младшего брата Мозеса Терборха, который она написала около 1668 года вместе со своим старшим братом Герардом Терборхом. Мозес, также проявлявший большие способности к живописи, погиб в 1667 году в ходе Второй англо-голландской войны. По мнению американского искусствоведа Алисон Кэттеринг, картина создавалась следующим образом: голова, руки, песочные часы и гончая собака выполнены Герардом, а Гезина написала все остальные элементы и разработала насыщенную символами композицию портрета. В марте 2021 года картина «Мемориальный портрет Мозеса Терборха» была размещена в Галерее почёта Рейксмузеума в Амстердаме, и Терборх стала одной из первых женщин, чьи работы были включены в эту коллекцию.
Помимо самой известной картины, работы Гезины Терборх составляют ещё три альбома акварельной живописи, а также 59 отдельных рисунков. Большинство работ художницы представляют собой изобилующие деталями миниатюры. В возрасте 14-15 лет Гезина начала вести свой первый альбом, Materi-boeck, который заполнен каллиграфическими записями и рисунками тушью и акварелью. В 1652—1660 гг. создавался второй альбом, обычно называемый сборником песен или поэтическим альбомом (Poëzie-album). Он состоит из 116 листов и представляет собой иллюстрированный сборник популярных песен, предназначенный для личного пользования. В 1660 году Гезина начала работу над третьим и последним альбомом, который получил название Kunstboek, или альбом для вырезок. Первые двадцать страниц Гезина заполнила собственными рисунками, а затем стала вставлять сюда вырезки из газет, рисунки и бумажные поделки её родственников и друзей, копии гравюр Рембрандта, выполненные её братом Мозесом, а также копии картин её брата Герарда, выполненные ей самой. Последняя работа, размещённая в альбоме, датируется 1687 годом.
Свои произведения Гезина завещала сестре Катарине, и её потомки бережно хранили их на протяжении двух столетий. Затем работы художницы оказались в Рейксмузеуме, где находятся по сей день.

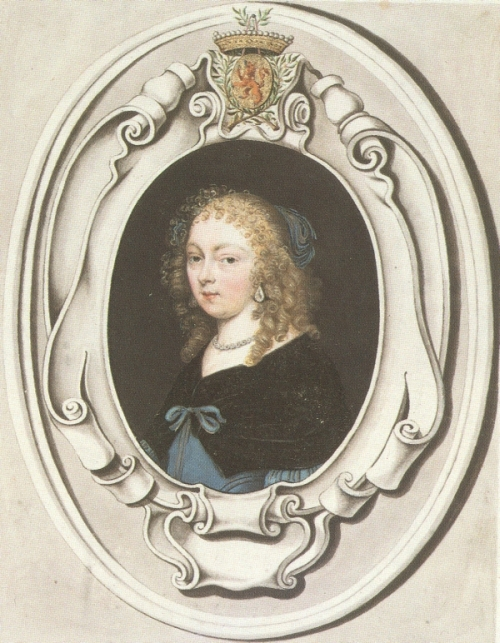
Автопортрет
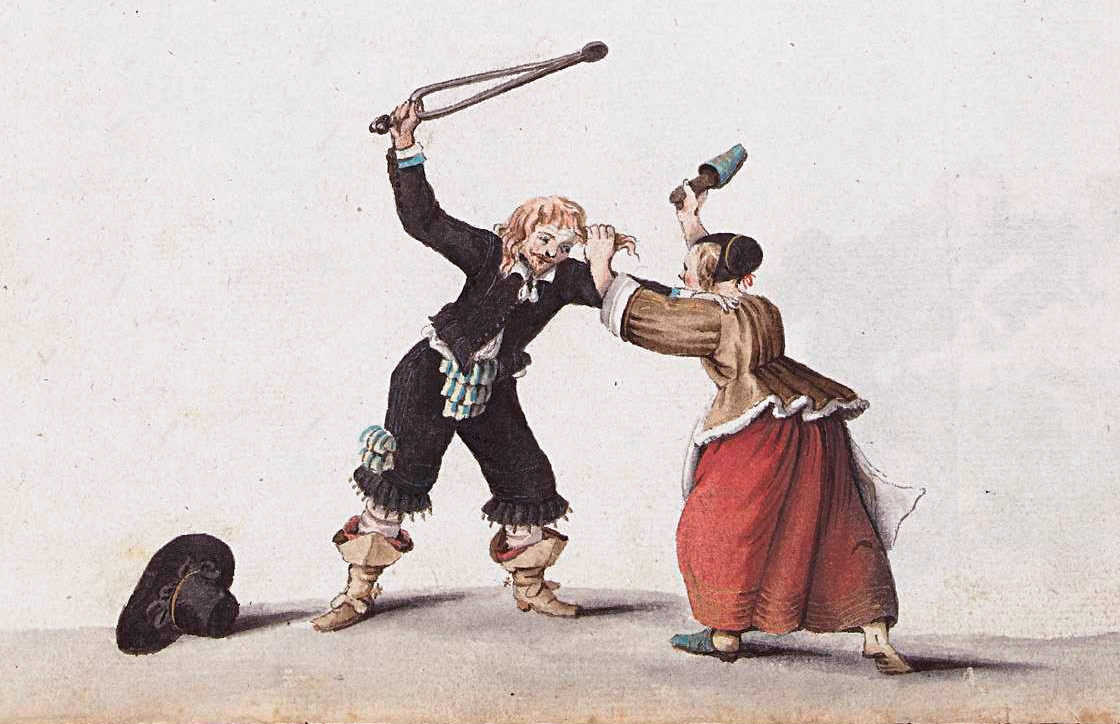
Домашняя ссора
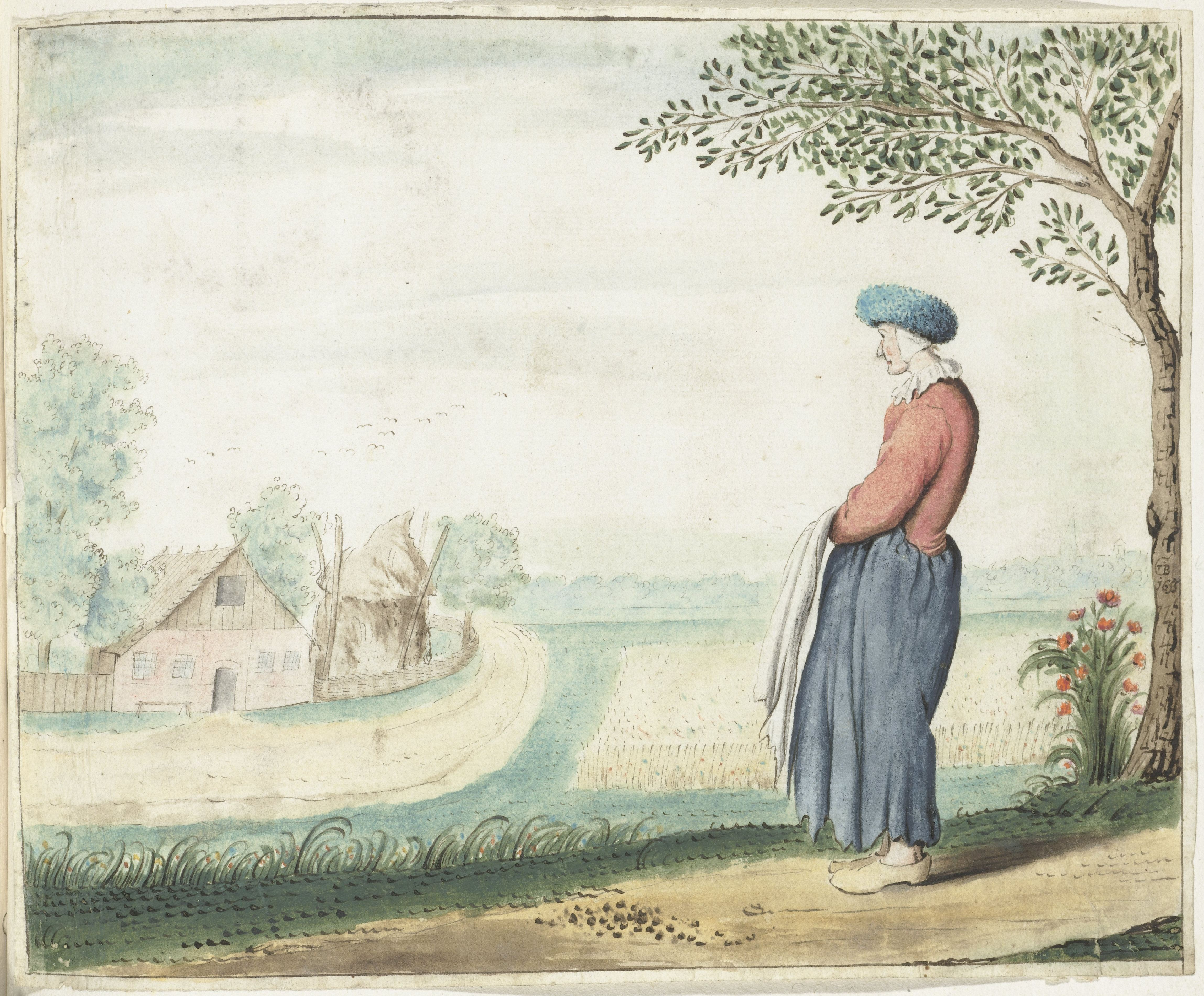
Крестьянка на фоне пейзажа
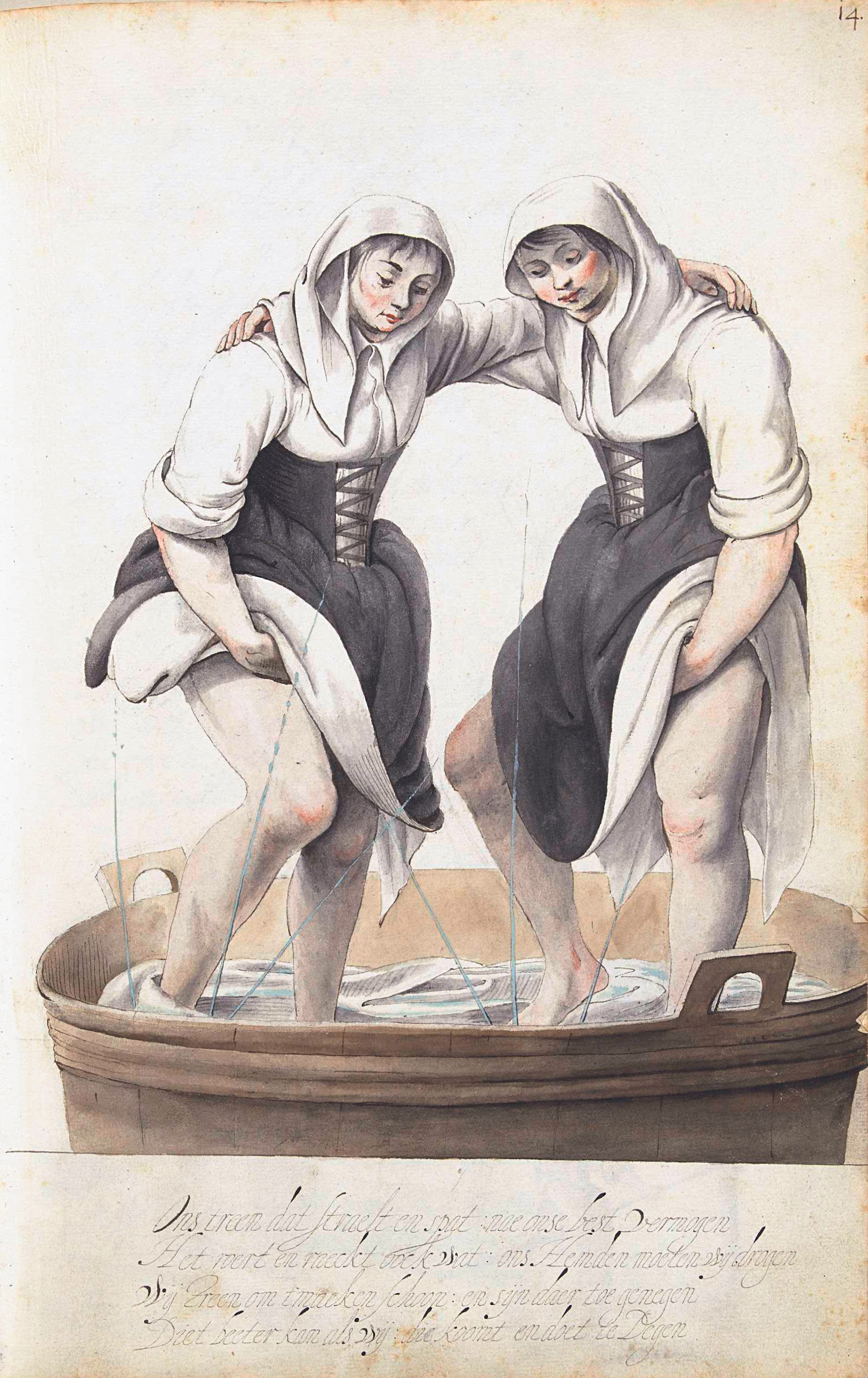
Прачки, топчущие бельё в лохани